# Winchell (Rebsorte)
Winchell ist eine im Jahr 1850 selektierte Weißweinsorte. Sie ist vermutlich eine spontane Kreuzung zwischen den Wildreben Vitis labrusca und Vitis vinifera, die von James Milton Clough in Stamford, Vermont selektiert wurde. 
An der Cornell University in Geneva (dem  New York State Agricultural Experiment Station, Department of Pomology and Viticulture, also dem Rebenzüchtungs-Institut im Bundesstaat New York) wurde Winchell später zur Entwicklung von Neuzüchtungen verwendet. Die Universität liegt am südlichen Ende des Cayuga Lake, also in einem kühlen Weinbauklima.
Winchell wird im kühlen Klima der nördlichen Bundesstaaten der Vereinigten Staaten wie Vermont oder Iowa (→  Weinbau in Iowa) sowie in Kanada als Tafeltraube verwendet. Seltener wird der Saft der Beeren zu Wein verarbeitet. Winchell wurde aufgrund ihrer Winterhärte sowie ihrer Anbauqualität zwecks weiterer Entwicklungen von Neuzüchtungen verwendet (Ontario, Ripley oder Veeport,…)
Synonym: Green Mountain.
Siehe auch die Artikel Weinbau in den Vereinigten Staaten und Weinbau in Kanada sowie die Liste von Rebsorten.
Abstammung: Vitis labrusca x Vitis vinifera.

## Ampelographische Sortenmerkmale
In der Ampelographie wird der Habitus folgendermaßen beschrieben:
- Die großen Blätter (siehe auch den Artikel Blattform) sind drei- bis fünflappig und mäßig  gebuchtet. Die Stielbucht ist offen. Das Blatt ist stumpf gezahnt. Die Zähne sind im Vergleich der Rebsorten weit gesetzt.
- Die kegelförmige Traube ist klein- bis mittelgroß, breit geschultert und sehr lockerbeerig. Die Beeren sind klein und von gelblich-grüner Farbe.

Die früh austreibende Rebsorte reift früh, so dass sie in kühlen Lagen ausreifen kann. Darüber hinaus verfügt sie über eine gute Winterhärte. Zudem ist die Sorte nicht sehr wüchsig.